# بیل نیکسون
بیل نیکسون (انگلیسی: Bill Nixon؛ 1886 – 1916 (aged 30)) بازیکن فوتبال اهل پادشاهی متحد بریتانیای کبیر و ایرلند بود.
از باشگاه‌هایی که در آن بازی کرده‌است می‌توان به باشگاه فوتبال استوک سیتی اشاره کرد.